# Самюель Жиго
Самюель Жиго (фр. Samuel Florent Thomas Gigot, нар. 12 жовтня 1993, Авіньйон, Франція) — французький футболіст алжирського походження, центральний захисник клубу «Марсель». На умовах оренди грає за італійський «Лаціо».

## Клубна кар'єра

### Початок кар'єри
З дитинства Самюель Жиго займався футболом і регбі. Врешті він обрав футбол. Жиго вихованець футбольної академії у місті Авіньйон. У 2011 році він підписав трирічний контракт із місцевим клубом «Арль Авіньйон». І в серпні 2013 року у матчі проти клубу «Ніор» дебютував у французькій Лізі 2.

### «Кортрейк», «Гент»
Влітку 2015 року Жиго переїздить до Бельгії, де укладає контракт з клубом «Кортрейк» і вже в липні того року дебютував у матчах Ліги Жупіле.
У січні 2017 року Жиго підписує контракт на 4,5 роки з іншим бельгійським клубом - «Гентом». За даними Transfermarkt сума контракту становила 1,3 млн. євро. У липні 2015 року у матчі проти «Сінт-Трейдена» Жиго забив перший гол у складі «Гента».

### «Спартак» (Москва)

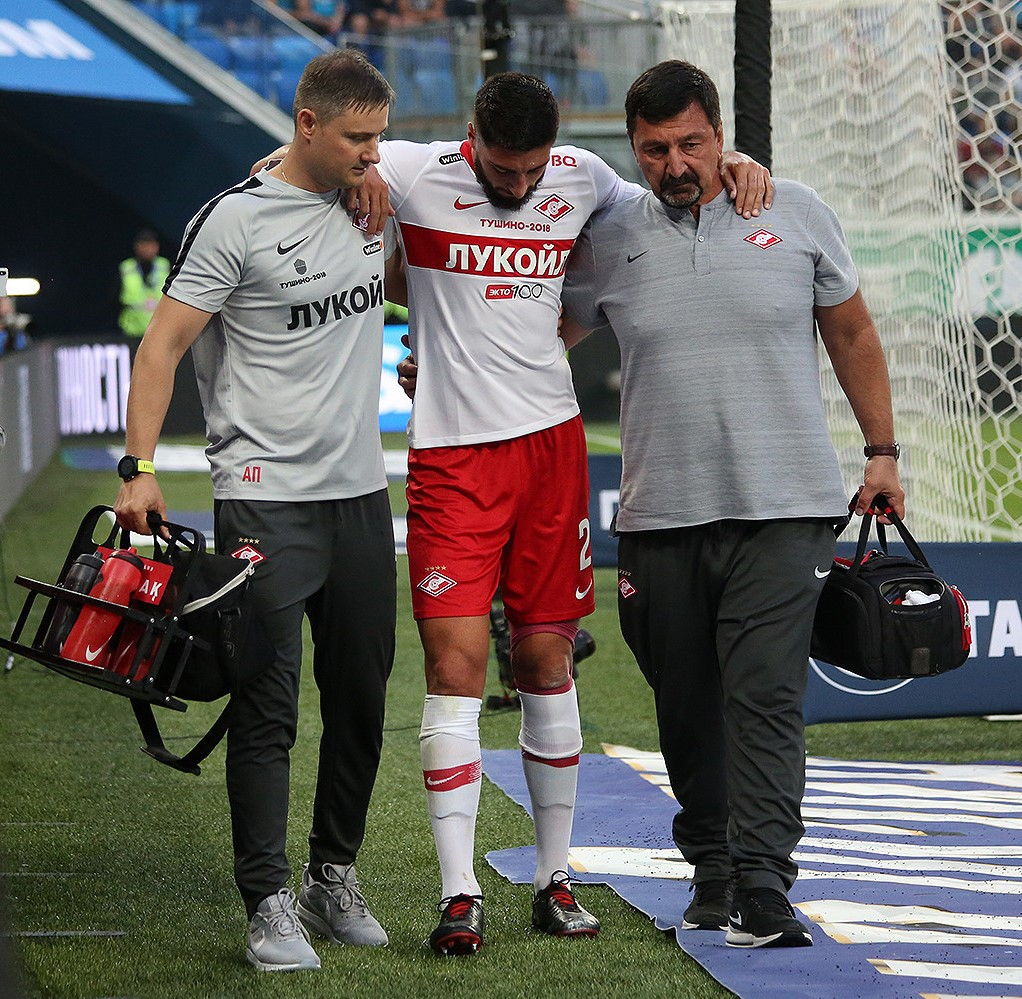
Травма Жиго під час матчу з «Зенітом» 2 вересня 2018 року

Влітку 2018 року Жиго перейшов до московського «Спартака». Контракт француза обійшовся керівництву «червоно-білих» у 8 млн. євро. Вже у першому матчі проти «Оренбургу» Самюель відзначився голом. 2 вересня у матчі проти пітерського «Зеніту» Самюель Жиго отримав травму колінного суглобу. І наступного разу зміг вийти на поле лише у квітні 2019 року.
Граючи в захисті, Жиго часто підключається до атак своєї команди і відзначається голами у воротах суперника.

## Досягнення
- У списку 33 кращих футболістів чемпіонату Росії №3 — 2019/2020
- Володар Кубка Росії  (1):

«Спартак» (Москва): 2021-22